# スティーヴ・ライヒ
スティーヴ・ライヒ（英語: Steve Reich [raɪʃ]スティーヴ・ライシュ 、1936年10月3日 - ）は、ミニマル・ミュージックを代表するアメリカの作曲家。母は女優のジューン・キャロル（旧姓・シルマン）。異父弟に作家のジョナサン・キャロル。

## 人物
ドイツ系ユダヤ人移民の父親と東欧系ユダヤ人の母親の子として生まれる。最小限に抑えた音型を反復させるミニマル・ミュージックの先駆者として、｢現代における最も独創的な音楽思想家｣（ニューヨーカー誌）と評される。同じ言葉を吹き込んだ二つのテープを同時に再生し、次第に生じてくるフェーズ（位相）のずれにヒントを得て、『イッツ・ゴナ・レイン』（1965年）、『カム・アウト』（1966年）などの初期の作品を発表。
1990年、『18人の音楽家のための音楽』（1974年-1976年）、ホロコーストを題材として、「スピーチ・メロディ」と呼ばれる手法を確立した『ディファレント・トレインズ』（1988年）により2つのグラミー賞を受賞。1993年には、｢21世紀のオペラはこうあるべき｣（タイム誌）と評された『ザ・ケイヴ』（『The Cave -洞窟-』）を発表した。
2006年、第18回高松宮殿下記念世界文化賞の音楽部門を受賞。2009年、『ダブル・セクステット』でピューリッツァー賞 音楽部門を受賞。2008年度の「武満徹作曲賞」審査員を務め、18人の音楽家のための音楽の自作自演を行った。
なお、日本国内ではドイツ語式に「ライヒ」と表記されるが、本国アメリカ合衆国では一般的に「ライシュ」または「ライク」と発音される。種々のインタビューやコンサート・トークにおいて、本人は「ライシュ」と発音している。ただし最近のTV番組などでは、ナレーターなどによりあえて「ライヒ」と発音されるケースもある。

### 初期・フェイズ・シフティング
ライヒは1957年にコーネル大学哲学科で学士号を取得した後、1958年から1961年までニューヨークのジュリアード音楽院に在籍し、ウィリアム･バーグスマらに師事。1961年から1963年までは、カリフォルニア州のオークランドにある、ミルズカレッジでルチアーノ・ベリオとダリウス・ミヨーの元で学び、修士号を取得した。ライヒの作品、特に『ドラミング』（1971年）では、アフリカ音楽の影響が色濃く、ライヒは特にAM・ジョーンズによる、ガーナのエヴェ族に関するアフリカ音楽の研究から影響を受けていた。やがてライヒは、ドラミングの研究のためにガーナを訪れるようになり、1970年にはガーナ大学アフリカ研究所でドラミングを集中して学んだ。また、ライヒは1973年から1974年にかけてシアトルでバリ島のガムランの研究も行った。さらにユダヤ人としての自らのルーツを探るようにヘブライ語聖書の伝統的な詠唱法を学ぶことで、｢言葉が生む旋律｣を再発見していく。

### 中期・オーグメンテーション
『ドラミング』以降、ライヒは自分自身が先駆者であった"フェイズ・シフティング"の技法から離れ、より複雑な楽曲を書き始める。彼は他の音のオーグメンテーション（あるフレーズやメロディの一部の音符を一時的に増幅させ、繰り返したりすること）のようなプロセスを用いる方へ移行する。『マレット楽器、声およびオルガンのための音楽』（1973年）のような作品を作曲したのはこの時期である。
特に『4台のオルガン』（『フォー・オルガンズ』）では、オーグメンテーションが用いられており、1967年に作曲された Slow Motion Sound はそのプロトタイプともいえる。この曲は演奏されたことはないが、録音された音や声を、音程も音質も変えずに、音を元の長さの数倍になるまで遅く再生するアイディアは、『フォー・オルガンズ』でも採用されている。その結果、4台のオルガンがそれぞれ特定の8部音符を強調しながら、11thの和音を奏で、マラカスがテンポの速い8部音符のリズムを刻む立体的な音の空間を持った曲が出来上がった。リズムが変化し、繰り返される手法が使われている。この曲は、初期のライヒの作品が循環的であるのに対し、直線的である点が異質で特徴的である。
1974年には、ライヒはライヒを知る大多数の人々から重要であると位置づけられる作品、『18人の音楽家のための音楽』を書き始めた。初期の作品の持つ作風へ戻りつつも、この作品には多くの新しいアイディアが含まれている。曲は11のコードのサイクルを基本としており、それぞれのコードには短い曲がそれぞれ割り当てられ、曲の終わりには元のサイクルへと戻っていく。セクション（楽曲内の区切り）は"Pulses"、 Section I-X、再び"Pulses"と名づけられている。ライヒにとっては、大人数のアンサンブルのために書いた初の試みであり、演奏家が増えることによって音響心理学的な効果はより大きなものとなり、その効果に夢中になったライヒは「もっとこのアイディアを探求したい」と語っている。また、ライヒはこの作品は過去に書かれたどの作品よりも、最初の5分間に含まれるハーモニーが豊かであるとも語っている。
同じ年に、ライヒは彼自身の哲学、美学、1963年から1974年の間に作曲した作品についてのエッセイが収録された本"Writings About Music"を出版した。2002年には"Writings On Music (1965-2000)"として、新しいエッセイが収録された本も出版されている。

### 後期・囁かれだした民族主義
1976年から1977年にかけては、ライヒはドイツ系ユダヤ人である自らのルーツを探るように、ニューヨークとエルサレムにて、ヘブライ語聖書の伝統的な詠唱法を学んだ。1981年に作曲された『テヒリーム』は、ヘブライ語で詩篇もしくは賛歌を意味するタイトルが示す通り、ヘブライ語のテキストを女声が歌い上げる、4部に分かれた曲である。
1988年には、クロノス・クァルテットのために『ディファレント・トレインズ』を書き下ろす。この作品においてライヒは、インタビューで録音された古い肉声を使用しており、その肉声が奏でる音程に合わせて弦楽器のメロディーが反復され、加速するといった新しい手法、「スピーチ・メロディ」を用いている。曲は3部に分かれており、第二次世界大戦前のアメリカ、第二次大戦中のヨーロッパでのホロコースト、戦後のアメリカにおける汽車の旅が、汽笛の音を散りばめながら描かれている。1990年に、ライヒはこの作品においてグラミー賞最優秀現代音楽作品賞を受賞する。
1993年には、ライヒは妻で映像作家でもあるベリル・コロットとオペラ『ザ・ケイヴ』においてコラボレーションを行う。このオペラでは、彼はユダヤ教、キリスト教、イスラム教のルーツを探っている。テクニックはチェコ人作曲家のヤナーチェクの発話旋律と全く変わらないが、採譜された旋律を電子キーボードとマイク増幅されたボーカルで二度三度と繰り返すためにライヒ色は失われていない（イスラムの場面ではコーランは歌うことができないので、そのままの詠唱を行ってもらった）。ライヒとコロットは、飛行船ヒンデンブルク号の惨劇、ビキニ環礁での核実験、そしてより現代的な出来事、特にクローン羊ドリーを取り上げたオペラ『スリー・テイルズ』（2002年）でも再度コラボレーションを行っている。

## ライヒのフォロワー
テクノミュージックやエレクトロニカのアーティストたちにも多大な影響を与えており、ライヒ自身もテクノに興味があることをインタビューの中で述べている。1999年には、ライヒ公認のプロジェクトとして、ライヒの楽曲を9人のテクノのアーティスト達がリミックスしたCD、"Reich Remixed"が発表される。日本からは、竹村延和（"Proverb"をリミックス）、ケン・イシイ（『カム・アウト』をリミックス）が参加した。

## 共演者と作曲家の一覧
- パット・メセニー - 『エレクトリック・カウンターポイント』演奏
- クロノス・クァルテット - 『ディファレント・トレインズ』、『トリプル・クァルテット』演奏
- アンサンブル・モデルン - 『18人の音楽家のための音楽』演奏
- ムーンドッグ
- ジョニー・グリーンウッド（レディオヘッド） - レディオヘッドの楽曲からインスピレーションを得て製作されたアルバム『レディオ・リライト』に参加
- 加藤訓子（イタリア語版） - 日本人の女性打楽器奏者。アルバム Kuniko plays Reich 等、ライヒのほぼ全面的な信頼を得たコラボレーション企画を幾つも行っている。
- ミカ・ストルツマン（吉田ミカ） - 『東京/バーモント・カウンターポイント』編曲、世界初演&収録（CDトリプルカルテット）
- リチャード・ストルツマン - 『ニューヨーク・カウンターポイント』世界初演

## 作品
- 『イッツ・ゴナ・レイン（英語版）』 - It's Gonna Rain（1965年）
- 『カム・アウト（英語版）』 - Come Out（1966年）
- 『リード・フェイズ（英語版）』 - Reed Phase（1966年）
- 『ピアノ・フェイズ』 - Piano Phase（1967年）
- 『ヴァイオリン・フェイズ』 - Violin Phase（1967年）
- 『振り子の音楽（英語版）』 - Pendulum Music（1968年）
- 『4台のオルガン（英語版）』 - Four Organs（1970年）
- 『フェイズ・パターンズ（フランス語版）』 - Phase Patterns（1970年）
- 『ドラミング（英語版）』 - Drumming（1971年）
- 『手拍子の音楽（英語版）』 - Clapping Music（1972年）
- 『木片の音楽（フランス語版）』 - Music for Peices of Wood（1973年）
- 『6台のピアノ（英語版）』 - Six Pianos（1973年）
- 『マレット楽器、声およびオルガンのための音楽（英語版）』 - Music for Mallet Instruments, Voices and Organ（1973年）
- 『18人の音楽家のための音楽』 - Music for 18 Musicians（1974年-1976年）
- 『大アンサンブルのための音楽（英語版）』 - Music for a Large Ensemble（1978年）
- 『八重奏曲』 - Octet（1979年） - のちに『エイト・ラインズ（英語版）』Eight Lines（1983年）としてリアレンジ
- 『管楽、鍵盤と弦楽のための変奏曲（英語版）』 - Variations for Winds, Strings and Keyboards（1980年）
- 『テヒリーム』 - Tehillim（1981年）
- 『ヴァーモント・カウンターポイント（英語版）』 - Vermont Counterpoint（1982年）
  - 『東京/バーモント・カウンターポイント』(1982[13]/2001年)
- 『砂漠の音楽（英語版）』 - The Desert Music（1984年）
- 『六重奏曲（英語版）』 - Sextet（1985年）
- 『ニューヨーク・カウンターポイント』 - Newyork Counterpoint（1985年）
- 『オーケストラのための3つの楽章（フランス語版）』 - Three Movements for orchestra（1986年）
- 『6台のマリンバ』 - Six Marimbas（1986年) - 『6台のピアノ』のリアレンジ
- 『エレクトリック・カウンターポイント（英語版）』 - Electric Counterpoint（1987年）
- 『ディファレント・トレインズ』 - Different Trains（1988年）
- 『ザ・ケイヴ（英語版）』 - The Cave（1993年）
- 『シティ・ライフ（英語版）』 - City Life（1995年）
- 『プロヴァーブ（英語版）』 - Proverb（1995年）
- 『トリプル・クァルテット』 - Triple Quartet（1998年）
- 『スリー・テイルズ（英語版）』 - Three Tales（1998年-2002年）
- 『チェロ・カウンターポイント（英語版）』 - Cello Counterpoint（2003年）
- 『ユー・アー（フランス語版）』 - You Are (Variations)（2004年）
- 『ヴィブラフォン、ピアノ、弦楽器のためのヴァリエーションズ（フランス語版）』 - Variations for Vibes, Pianos,& Strings（2005年）
- 『ダニエル・ヴァリエーションズ（英語版）』 - Daniel Variations（2006年）
- 『ダブル・セクステット（フランス語版、英語版）』 - Double Sextet（2007年）
- 『2x5（英語版）』 - 2x5（2008年）
- 『マレット・クァルテット（英語版）』 - Mallet Quartet（2009年）
- 『WTC 9/11（英語版）』 - WTC 9/11（2011年）
- 『レディオ・リライト（英語版）』 - Radio Rewrite（2012年）
- 『クァルテット（英語版）』 - Quartet（2013年）
- 『パルス（英語版）』 - Pulse（2015年）
- 『ランナー（フランス語版）』 - Runner（2016年）
- 『アンサンブルとオーケストラのための音楽（フランス語版）』 - Music for Ensemble and Orchestra (2018年)[14]
- 『ライヒ/リヒター（フランス語版）』 - Reich/Richter（2019年）
- 『トラベラーズ・プレイヤー』 - Traveler's Prayer（2020年）[注釈 1][16]